# Šang-čchuan
Šang-čchuan (čínsky 上川岛, pchin-jin Shàng chuān dǎo, portugalsky Sanchoão), též Ostrov Svatého Jana (portugalsky Ilha São João, latinizovanou formou Sancian) je jeden z ostrovů Čchuanšanského souostroví v Jihočínském moři. Je vzdálen 14 km od čínské pevniny. Ze správního pohledu je součástí provincie Kuang-tung. Má přibližně 16 tisíc obyvatel. 3. prosince 1552 na ostrově zemřel svatý František Xaverský.